# Rizokarpaso/Dipkarpaz

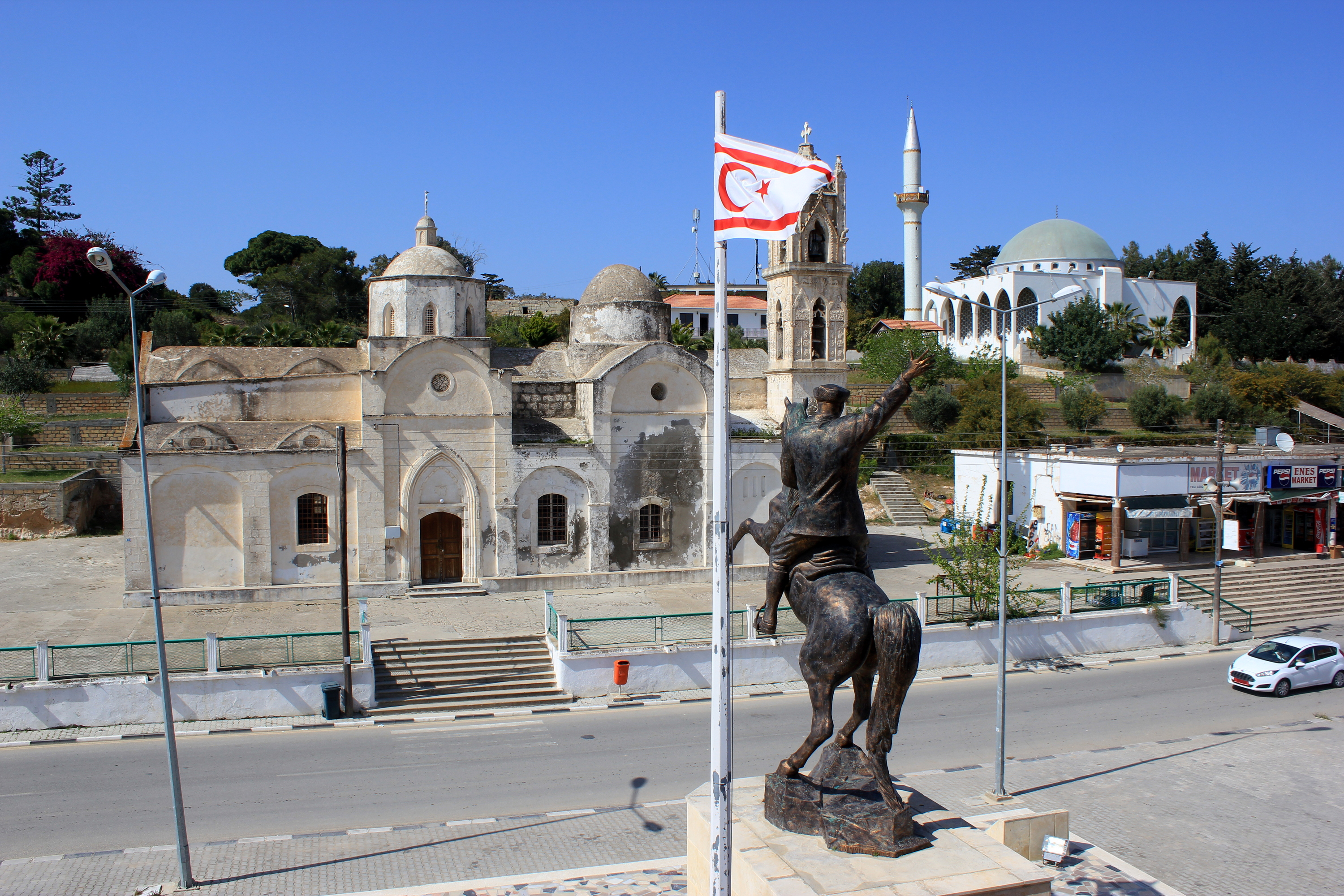
Ortskern mit orthodoxer Kirche, Moschee und Atatürk-Denkmal

Rizokarpaso (griechisch Ριζοκάρπασο) oder Dipkarpaz ist eine Stadt im Norden der Türkischen Republik Nordzypern mit etwa 5500 Einwohnern. Sie liegt auf der Halbinsel Karpas im äußersten Nordosten Zyperns.
Vor 1974 war die Stadt fast ausschließlich von Zyperngriechen bewohnt, heute ist Rizokarpaso eine der wenigen Enklaven in der Türkischen Republik Nordzypern, in der noch Zyperngriechen leben. Die etwa 250 Zyperngriechen werden auch heute noch von Truppen der United Nations Peacekeeping Force in Cyprus (UNFICYP) mit Lebensmitteln versorgt. Zahlreiche türkische Familien haben sich neu angesiedelt. Die zyperngriechische Minderheit unterhält in Rizokarpaso/Dipkarpaz seit einigen Jahren wieder eine kleine Schule.
Im Annan-Plan wurde Rizokarpaso/Dipkarpaz ausdrücklich als einer derjenigen Orte genannt, zu denen eine unbeschränkte Rückkehr der zyperngriechischen Bevölkerung ermöglicht werden sollte, gleichwohl die Gegend unter zyperntürkischer Verwaltung bleiben sollte.

## Geschichte
Mit Rizokarpaso-Sylla bestand im 2. Jahrtausend v. Chr. eine bronzezeitliche Festung.
Vorgängersiedlung Rizokarpasos war die antike Stadt Karpasia. Eine Inschrift eines Phanokles, Sohn des Nikolaos, belegt ihren Status als Polis.
Während der türkischen Eroberung des Nordens Zyperns wurden die Bewohner von Ayia Irini bei Kyrenia gegen ihren Willen nach Rizokarpaso verbracht.

## Wirtschaft
Bis ins 20. Jahrhundert war die Seidenkultur das Hauptgewerbe der Bewohner. Die Rohseide wurde vor Ort gesponnen und zu Stoffen gewebt. Nach dem Niedergang der Seidenraupenzucht stiegen viele Bauern auf den Anbau von Tabak des Orient-Typs um. Es entstanden spezielle Schuppen zum Trocknen der Tabakblätter. Das Dorf entwickelte sich binnen weniger Jahre zum Zentrum des zyprischen Tabakanbaus und blieb es bis 1974. Heute wird Tabak in vergleichsweise kleinen Mengen für den Export in die Türkei kultiviert. Intensiver Gemüseanbau ist vorherrschend und in der Umgebung wird auf der rotbraunen Karpaserde (Terra Rossa) Getreide angebaut. Außerdem wird die Frucht des Johannisbrotbaums geerntet.

## Sehenswürdigkeiten
Sehenswert sind vor allem zwei mittelalterliche Kirchen aus der Zeit der Lusignans. In der Umgebung befinden sich zahlreiche schöne Strände (Golden Beach).
Unweit der Stadt liegen die Ruinen der Kirche Agios Philon (Ayfilon) sowie einer antiken Siedlung, die meist mit Aphrodision identifiziert wird.